# 艾西斯福德鱷屬
艾西斯福德鱷屬（屬名：Isisfordia）是真鱷類動物的一屬，是現代鱷魚的近親，生存於白堊紀的澳洲。在90年代中期，正模標本（編號QM F36211）發現於澳洲昆士蘭州內陸的伊西絲鎮，該地屬於溫頓組（Winton Formation）地層，地質年代相當於阿爾比階到森諾曼階。目前已發現大部分位置的化石，除了頭顱骨前段。近年已在該地區發現另一個頭顱骨，與正模標本的差異只在於大小。艾西斯福德鱷的身長估計約1.1公尺。
在2006年，這些化石經過正式敘述、命名。模式種是鄧氏艾西斯福德鱷（I. duncani），屬名意指化石的發現地點；種名則是以發現化石的警長Ian Duncan為名。

## 演化關係
艾西斯福德鱷的發現非常重要。根據過去理論，真鱷類起源於白堊紀晚期的南方大陸。艾西斯福德鱷已有許多真鱷類的特徵，而生存年代早了3000萬年。艾西斯福德鱷的脊椎接合方式，類似現代鱷魚的球窩關節方式。艾西斯福德鱷也具有次生顎，使牠們可以生存在水面下，進食時水不會進入呼吸器官內，現代鱷魚也有這種特徵。

數種新鱷類的背部鱗甲，從左到右依序是︰
伯尼斯鱷、Susisuchus、艾西斯福德鱷、灣鱷

。

## 下属物种
本属包括以下物种：
- Crocodilus selaslophensis (Etheridge, 1917)
- 鄧氏艾西斯福德鱷 Isisfordia duncani Salisbury et al., 2006
- Isisfordia molnari Hart, Bell, Smith & Salisbury, 2019[4]